# 7483 Sekitakakazu
7483 Sekitakakazu eller 1994 VO2 är en asteroid i huvudbältet som upptäcktes den 1 november 1994 av de båda japanska astronomerna Kazuro Watanabe och Kin Endate vid Kitami-observatoriet. Den är uppkallad efter den japanske matematikern Seki Shinsuke Kowa.
Asteroiden har en diameter på ungefär 18 kilometer. 